# Nagy Lyuk

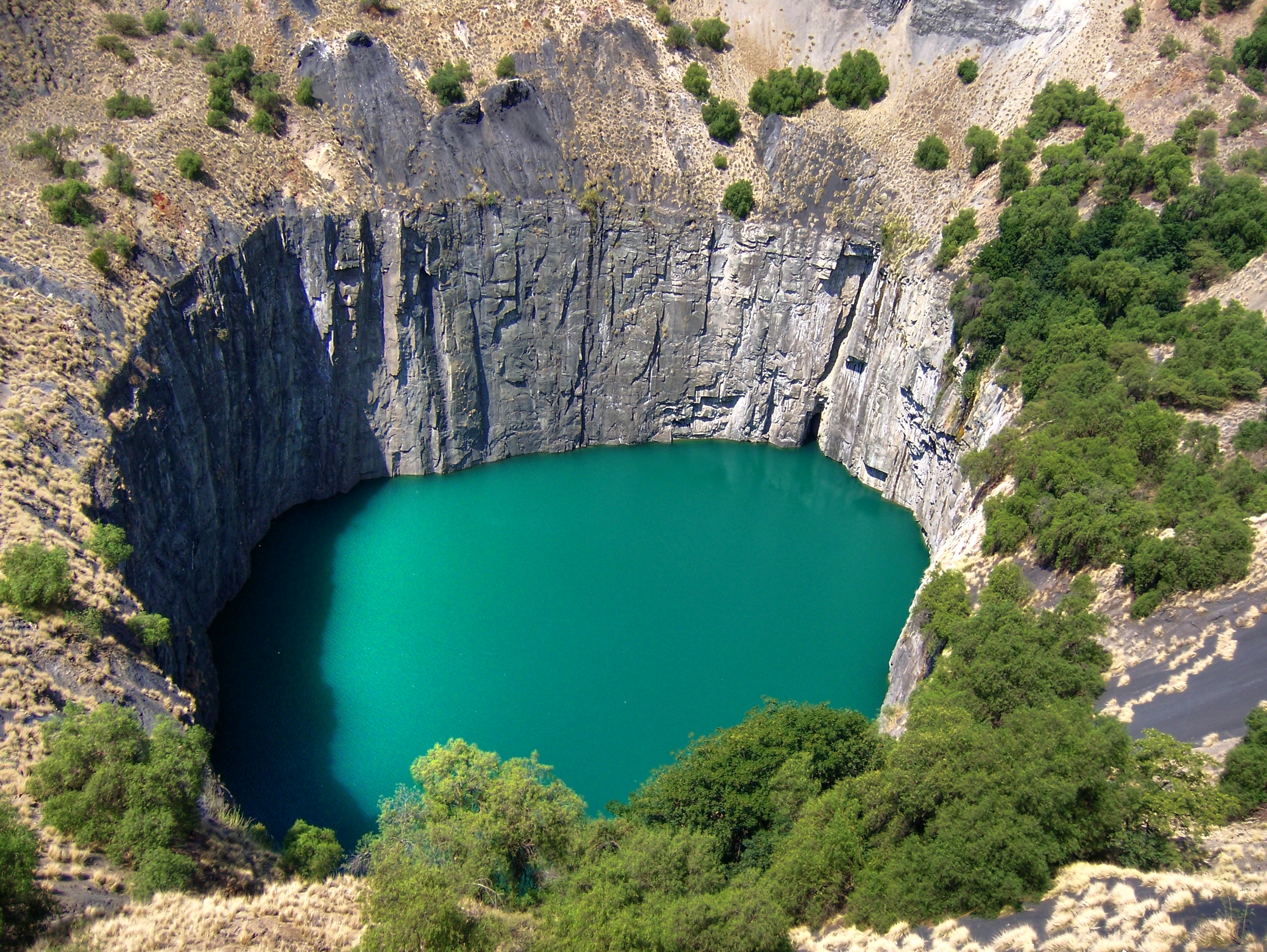
A Nagy Lyuk

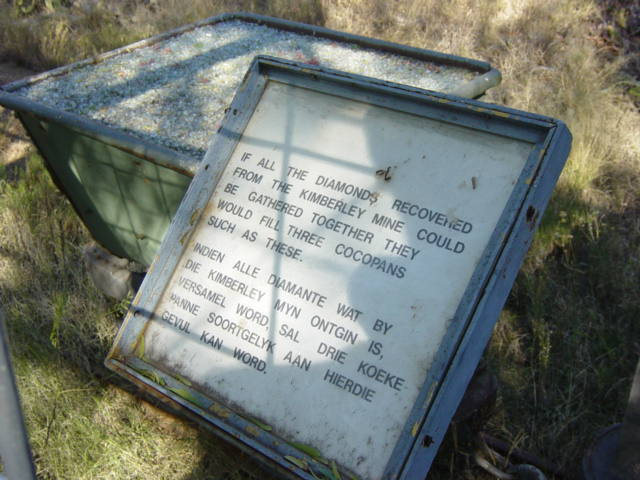
Tábla a Nagy Lyuk mellett. A felirat szövege: "Ha a Kimberley bányából kitermelt összes gyémántot egy helyre lehetne gyűjteni, akkor azok három ehhez hasonló csillét töltenének meg"

A Nagy Lyuk (hivatalosan Kimberley Mine, afrikaans nyelven: Groot Gat) egy felszíni művelésű gyémántbánya a Dél-afrikai Kimberleyben.

## Nagy Lyuk
A mai bánya területén 1875-öt megelőzően egy kis domb, a Colesberg Kopje magasodott. Az első gyémántokat a területen a "Vörös Sapkás" csapat találta meg, a De Beers testvérekhez tartozó Vooruitzigt nevű farmon. A felfedezés hírére megkezdődött a gyémánt - pontosabban a gyémántot rejtő parcellák - utáni hajsza, amiről aztán a hely a nevét kapta: New Rush; amit később Kimberley-re változtattak. A Lyukon 1871 júliusától 1914-ig 50 ezer munkás dolgozott ásókkal és csákányokkal.
A Nagy Lyuk területe 17 hektár, a lyuk szélessége 463 méter, kerülete 1,6 kilométer. A lyukat 240 méter mélységig mélyítették, majd törmelékkel részben feltöltötték, így a mélysége durván 215 méterre csökkent. Az évek során 40 méter magasságban töltötte fel a beszivárgó talajvíz, így jelenleg 175 méter mélységig látható. Amikor a külfejtés már túlságosan veszélyessé, a termelés pedig gazdaságtalanná vált, a kimberlitkürtőt a felszín alatt bányászták tovább. A Cecil Rhodes tulajdonában álló De Beers vállalat 1097 méter mélységig folytatta a bányászatot. A népszerű helyi mítosz azt állítja, hogy ez a legnagyobb kézzel ásott lyuk a világon, azonban a Jagersfontein Bánya a rekordtartó.
A Nagy Lyuk jelenleg szerepel az UNESCO világörökség javaslati listáján, a környező ipartörténeti helyszínekkel együtt.

## A kitermelés
A felfedezést követően nem sokkal a Colesberg Kopje dombot felparcellázták. 800 darab, egyenként 30 x 30 láb széles parcellát jelöltek ki, amelyből egy személy maximum kettőt birtokolhatott. A parcellák után a bérlőnek fizetnie kellett. A gyémánt ritkasága miatt a munkások kétségbeesve ástak, hogy meggazdagodjanak. Idővel a könnyebb boldogulás érdekében a bányászok kisebb vállalatokba tömörültek. 1872-ben, egy évvel a külfejtés megkezdése után a munkások száma meghaladta az 50 ezer főt. A termelés előrehaladtával bekövetkező bányászbalesetekben sokan vesztették életüket. A mostoha körülmények, a friss zöldségek és a víz hiánya, valamint a nyári perzselő hőség is szedte az áldozatait. A bányászat első éveiben nem volt ritkák a harcok, lázadások sem. 1888. március 13-án az addig különálló bányásztársaságok vezetői megegyeztek abban, hogy De Beers Consolidated Mines Limited néven egyetlen hatalmas vállalattá olvadnak. Az új vállalat vezetői Cecil John Rhodes, John Rhodes, és Alfred Beit voltak. A vállalat stabilizálta a helyi gyémántipart, és monopóliumot szerzett a gyémántkereskedelemben. A társaság tovább bányászta a Nagy Lyukat, míg 1914 augusztusában a lyuk elérte mai méreteit. Összesen 22 millió tonna földet mozgattak meg, amelyben mindössze 3 tonna (14 504 566 karát) gyémántot találtak.

## Múzeum
A bánya 1914-es bezárását követően a Nagy Lyuk a város nevezetessége lett; majd 1960-ban Kimberley korai napjainak relikviáit összegyűjtve - beleértve öreg épületeket, és napszítta fényképeket - elkezdődött a múzeum szervezése, és turistalátványossággá alakítása. A jelentős fejlesztések hatására a múzeum a korai Kimberley szabadtéri reprezentálásává vált, utcákkal, diorámákkal, valamint a bányászatot és közlekedést bemutató kiállításokkal. 1965-ben a De Beers vállalat Basil Humphreyst jelölte ki múzeum-tanácsadónak, aki segédkezett a szervezésben. 1971-ben a város alapításának századik évfordulóján, a centenáriumi ünnepségek keretében hivatalosan is megnyitották. A múzeum egyik attrakciója a Gyémánt Terem. A múzeum további fejlesztéseken ment át; 2002 és 2005 között a De Beers vállalat 50 millió randot fektetett abba, hogy a Nagy Lyuk egy világszínvonalú turisztikai létesítmény, és tartós öröksége legyen Kimberley lakóinak. A kidolgozott új "Diamonds and Destiny" (magyarul: Gyémántok és végzet) téma várhatóan megduplázza majd a látogatók számát.

## Fordítás
- Ez a szócikk részben vagy egészben  a   Big Hole című angol Wikipédia-szócikk fordításán alapul.  Az eredeti cikk szerkesztőit annak laptörténete sorolja fel. Ez a jelzés csupán a megfogalmazás eredetét és a szerzői jogokat jelzi, nem szolgál a cikkben szereplő információk forrásmegjelöléseként.